# Согнефіорд
Согнефіорд (норв. Sognefjord) — це найбільший і найвідоміший фіорд у Норвегії і третій за довжиною у світі. Розташований у фюльке Согн-ог-Ф'юране у Західній Норвегії та тягнеться на 205 км вглиб від океану до невеликого селища Шолден (Skjolden) у муніципалітеті Лустер. Фіорд отримав свою назву від традиційного району Согн, який охоплює південну частину фюльке.

## Географія

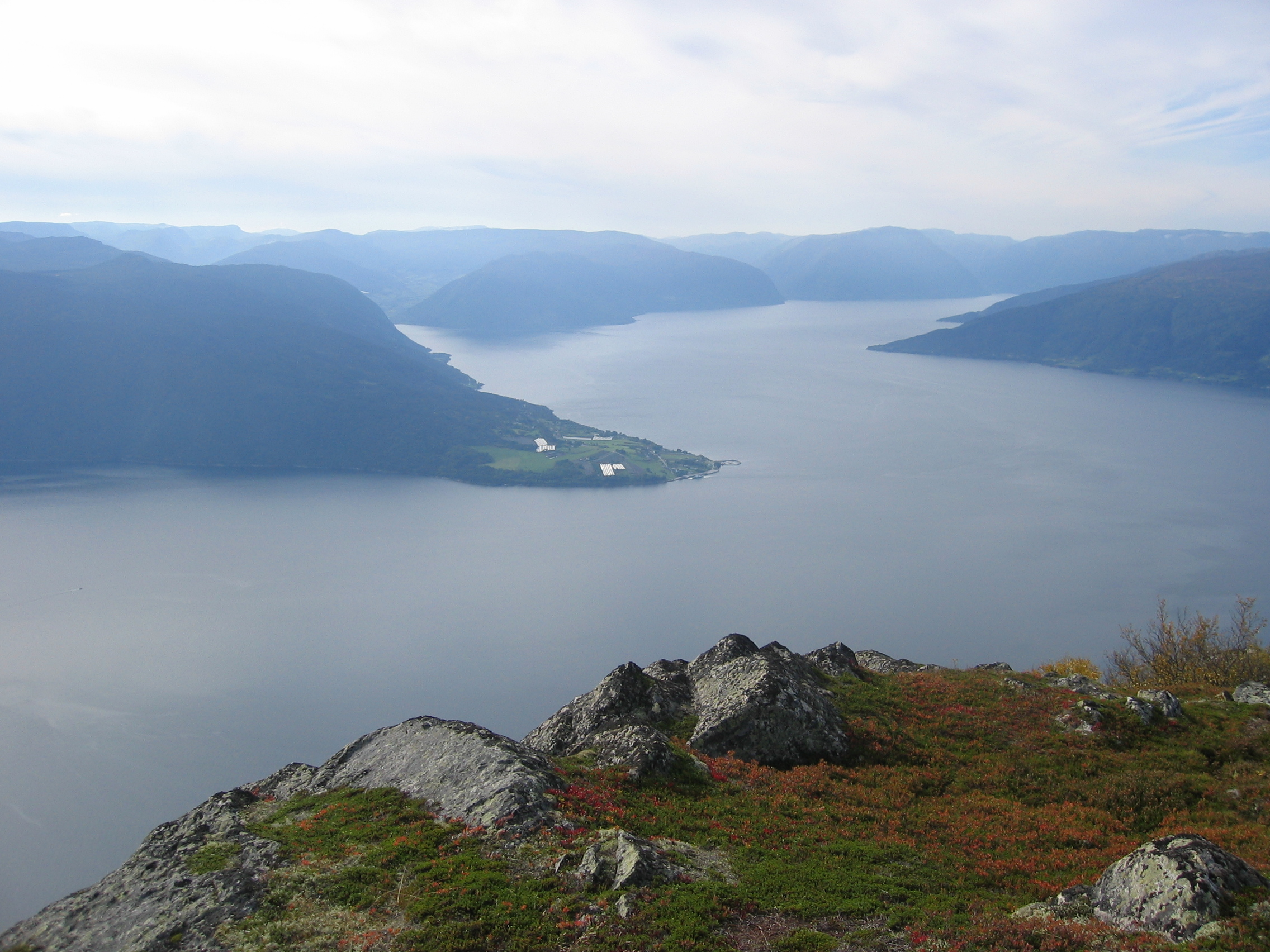
Вид на фіорд поруч Вангснес

Фіорд проходить через багато муніципалітетів: Солунн, Гюлен, Гюддестад, Геянгер, Вік, Балестранн, Лейкангер, Согндал, Лердал, Еурланн, Ордал і Люстер. Фіорд має максимальну глибину 1308 м нижче рівня моря, а найбільші глибини — у внутрішніх частинах фіорда. Поблизу його гирла дно різко піднімається до сіллу близько 100 м нижче рівня моря. Середня ширина основного рукава Согнефіорда становить близько 4,5 км. Скелі, що оточують фіорд, піднімаються майже прямовисно з води на висоту до 1000 м і більше.
Внутрішній кінець фіорду локалізується на південний схід від гірського хребта, що має висоту до близько 2000 м над рівнем моря і покритий льодовиком Йостедал, айбільшим льодовиком континентальної Європи. Тому клімат внутрішнього кінця Согнефіорду і його рукавів не настільки вологий, як на зовнішньому узбережжі. Гирло фіорду оточене численними островами, включаючи Сула, Лосна, і Гісерейна (Hiserøyna). Фіорд має безліч більш рукавів — більш дрібних фіордів, які відгалужуються від основного, у тому числі: Есефіорд, Фярланнсфіорд, Согндалсфіорд, Лустрафіорд, Ордалсфіорд, Лердалсфіорд, Еурланнсфіорд і Нерейфіорд.

### Лустрафіорд
Найбільш внутрішній рукав Согнефіорду — Лустрафіорд, розташований у комуні Лустер. У його кінці є село Шолден (Skjolden), яке є точкою доступу до Національного парку Ютунгеймен. У колишні часи перевезення між Бергеном і внутрішніми частинами Скандинавії були човнами між Бергеном і Шолденом, а звідти — звичйаною дорогою через високогір'я.

## Туризм

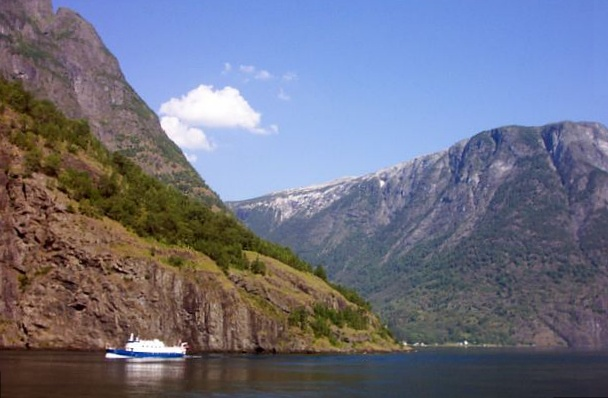
Нерей-фіорд

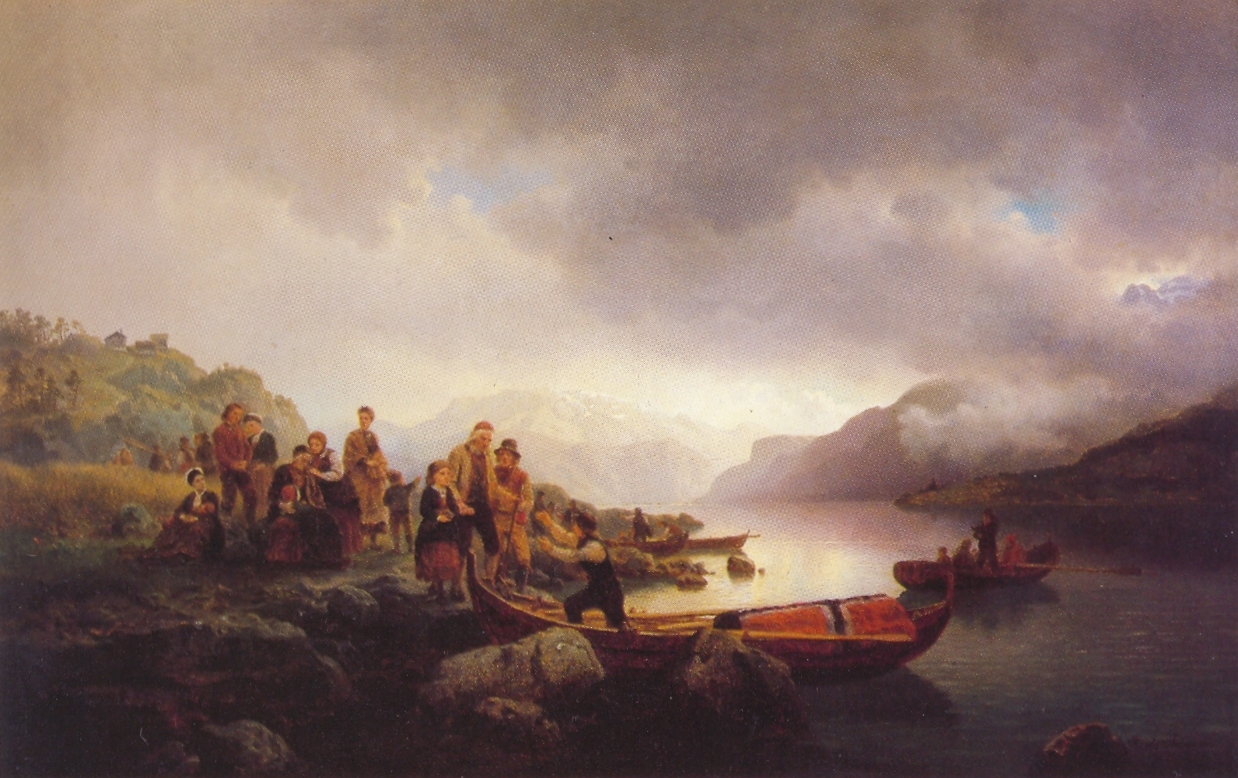
Картина 1853 з зображенням Согне-фіорду роботи Ганса Гуда і Адольфа Тідеманда.

Населені пункти вздовж фіорду і його рукавів з'єднує водний транспорт. До більших селищ на фіорді і його рукавах належать Лейрвік, Ітре Оппедал, Вадгейм, Геянгер, Вікейрі, Балестранн, Германсверк, Согндалсф'єра, Ґудванґен, Флом, Еурланнванген, Лердалсейрі, Ордалстанген, Геупне (Gaupne), і Солворн. Ґудванґен розташований поблизу Нерейфіорду (Nærøyfjord), рукава Согнефіорду, особливо відомого своєю незайманою природою і приголомшливими пейзажами, і тільки 300 м у поперечнику в самій вузькій точці. Нерейфіорд включений до Світової спадщини ЮНЕСКО. Із села Флом, Фломська залізниця піднімається 864 м вгору до станції Мюрдал на довжині всього у 20 км — це найкрутіша залізниця у світі з підйомом без сторонньої допомоги.
У внутрішній частині фіорду збереглися три зі знаменитих норвезьких дерев'яних церков: Каупангерська ставкірка і Урнеська ставкірка (уздовж берегової лінії) і Боргундська ставкірка (30 км вглиб долини Лердал)
ЛЕП «Согнефіордський проліт» перетинає фіорд із прольотом 4 597 м. Це другий за величиною проліт ЛЕП у світі. 

## Інше
24 листопада 1972 року підводний човен «KNM Sklinna» Королівських норвезьких ВМС мав «контакт» із тим, що вони вважали радянським підводним човном віскі-класу, після 14 днів «полювання» в Согне-фіорді. Нещодавно опубліковані військові документи підтверджують цей епізод.